# Bifurcium
Bifurcium is een geslacht van weekdieren uit de klasse van de Gastropoda (slakken).

## Soort
- Bifurcium bicanaliferum (G. B. Sowerby I, 1832)